# اندیس هنگران
هنگران یک اندیس فلزی است که در حوالی شهر مختاران استان خراسان قرار دارد و مادهٔ معدنی موجود در آن، مس است.سنگ میزبان این اندیس سرپانتینیت، دونیت است  در این اندیس، پاراژنز‌های پیریت یافت می‌شوند.